# Kingsville (Ontario)
Pour les articles homonymes, voir Kingsville.
Kingsville est une ville d'Ontario (Canada) située dans le comté d'Essex et il s'agit de la municipalité canadienne la plus méridionale portant le statut de « ville ». Sa population est de 21 362 habitants.  

## Histoire
La ville de Kingsville a été incorporée en 1901.    

## Géographie

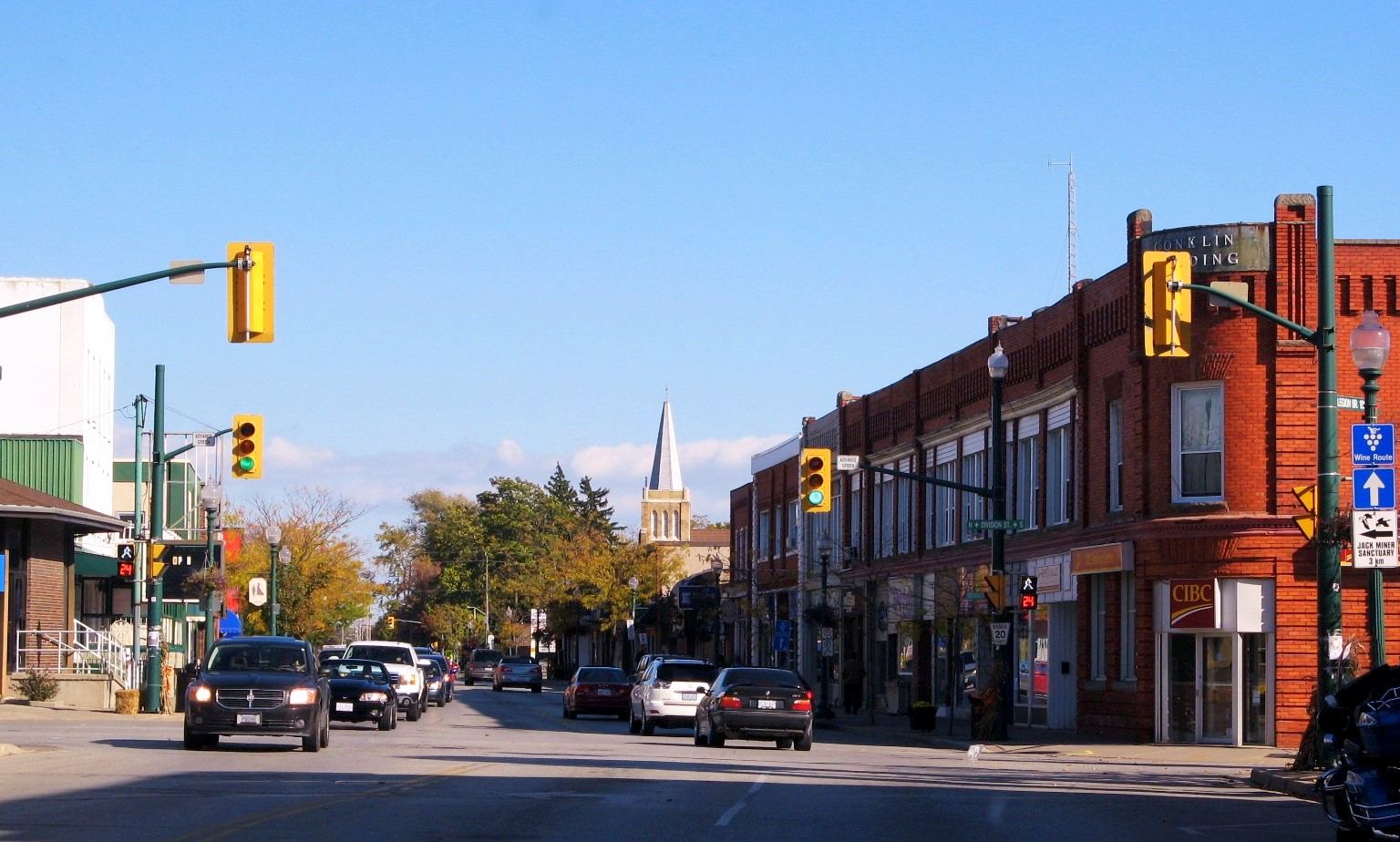
Rue Main

Kingsville est délimitée à l’est par Leamington, au nord par Lakeshore, à l'ouest par Essex et au sud par le lac Érié. 
La géographie de Kingsville est caractéristique du comté d’Essex : le terrain est généralement plat et il est composé d’un mélange de pierres, de sable et d’argile. 
En plus de la ville de Kingsville, la municipalité comprend les plus petites communautés de Cedar Beach, Cedar Island, Cedarhurst Park, Cottam, Klondyke, Linden Beach, North Ridge, Olinda, Ruthven et Union. 
De plus, la communauté d’Albuna est située sur la frontière entre Kingsville et Leamington, tandis que les communautés d’Arner et d’Elford sont sur la frontière entre Kingsville et Essex. 

## Tourisme
Le sanctuaire d’oiseaux Jack-Miner (Jack Miner Bird Sanctuary en anglais) se trouve à Kingsville. Jack Miner était un pionnier de la protection de la nature en Amérique du Nord. Il a reçu l’Ordre de l’Empire britannique pour ses travaux dans ce domaine le 23 juin 1943 par le roi George VI. 
Les Jardins tropicaux de Colasanti (Colasanti’s Tropical Gardens en anglais) font aussi la renommée de Kingsville à travers l’Ontario grâce à leurs différentes variétés de plantes et d'animaux tropicaux.  

## Démographie
| 2001   | 2006   | 2011   | 2016   |
| ------ | ------ | ------ | ------ |
| 19 619 | 20 908 | 21 362 | 21 552 |

## Sports
Les Comets de Kingsville sont une équipe de la Ligue de hockey junior C des Grands Lacs. 
En 2008, Kingsville s’est placée deuxième dans le concours « Hockeyville » de la CBC. 
Meghan Agosta, de l’équipe du Canada de hockey sur glace féminin vient de la communauté de Ruthven à Kingsville. Lors des Jeux olympiques de Turin en 2006, elle a accompli un tour du chapeau la journée de son anniversaire. 
Bien que né à London (Ontario), le joueur de la Ligue majeure de baseball Paul Quantrill a grandi à Kingsville. 